# Lotus divaricatus
Lotus divaricatus är en ärtväxtart som beskrevs av Pierre Edmond Boissier. Lotus divaricatus ingår i släktet käringtänder, och familjen ärtväxter. Inga underarter finns listade i Catalogue of Life.